# C'était son homme (film, 1937)
Pour les articles homonymes, voir C'était son homme (film, 1934) et C'était son homme.
 (février 2017).
Si vous disposez d'ouvrages ou d'articles de référence ou si vous connaissez des sites web de qualité traitant du thème abordé ici, merci de compléter l'article en donnant les références utiles à sa vérifiabilité et en les liant à la section « Notes et références ».
Pour plus de détails, voir Fiche technique et Distribution.
C'était son homme (He Was Her Man) est un cartoon Merrie Melodies réalisé par Friz Freleng en 1937 sur une musique de Carl W. Stalling.